# Киосе, Василий Васильевич
Василий Васильевич Кио́се (1925—1993) — советский и украинский хоровой дирижёр. Бывший музыкальный педагог

## Биография
Родился 17 октября 1925 года в Калчеве (ныне Болградский район, Одесская область, Украина) в крестьянской семье, в 1939 году окончил школу. После войны в течение 1945—1949 годов учился в Одесском музыкальном училище — хормейстерское отделение. В 1954 году окончил обучение в Одесской консерватории — дирижёрский хоровой факультет, учителями были Дмитрий Загрецкий, Константин Пигров, Н. Пигрова.
С 1945 года преподавал пение в одесской школе № 30 — в селе Большой Дальник, руководил хором. Впоследствии работал в Одесском сельскохозяйственном институте, преподавал хормейстерские дисциплины в Государственном музыкальном и культпросветовском одесских училищах. Художественный руководитель ансамблей песни и танца Высшего мореходного училища и Черноморского (при Одесской государственной филармонии).
В 1959 — 1973 годах работал преподавателем в Одесской консерватории, одновременно с 1959 — хормейстер Одесского АТОБ.
В 1974—1993 годах работал главным хормейстером Днепропетровского ГАТОБ.
Умер 11 марта 1993 года в Днепропетровске. Похоронен в Одессе.

## Награды и премии
- Государственная премия УССР имени Т. Г. Шевченко (1978) — за оперный спектакль «Богдан Хмельницкий» К. Ф. Данькевича (новая редакция), поставленный на сцене Днепропетровского ГАТОБ
- Заслуженный артист Украинской ССР (1976)
- Почётные грамоты ВС УССР

## Постановки
- «Богдан Хмельницкий» Константина Данькевича — 1977,
- «Паяцы» Руджеро Леонкавалло — 1988,
- «Пиковая дама» Петра Чайковского — 1990,

участвовал в постановках:
- «Князь Игорь» Александра Бородина,
- «Борис Годунов» Модеста Мусоргского,
- «Оптимистическая трагедия» Александра Холминова.